# Fussballspiel FC Wil – FC St. Gallen 2002
Beim Fussballspiel zwischen dem FC Wil und dem FC St. Gallen vom 3. November 2002 handelt es sich um das Spiel mit den zweitmeisten Toren seit der Einführung der Nationalliga (heutige Super League) 1933. Der FC Wil besiegte den FC St. Gallen mit 11:3 vor 7300 Zuschauern, einer Rekordkulisse für ein Heimspiel des FC Wil.

## Ausgangslage
Beide Mannschaften hatten ihr letztes Spiel gewonnen. St. Gallen 1:0 gegen Aarau und Wil 3:1 gegen den FC Zürich, während sich der FC St. Gallen seit vier Runden auf dem zweitletzten Platz (Platz elf) und damit auf einem Abstiegsplatz befand.

Das letzte Zusammentreffen der beiden Clubs in der siebten Runde derselben Saison endete in St. Gallen mit einem 2:2-Unentschieden.

Der FC Wil musste auf Stammtorhüter Nicolas Beney wegen einer kurzfristigen Blinddarmoperation verzichten. Ausserdem fehlte beim FC Wil Marc Zellweger aufgrund einer Verletzung.

## Spielverlauf
St. Gallen ging nach gut drei Minuten Spielzeit mit einem Tor des damals 18-jährigen Tranquillo Barnetta in Führung. Dessen verunglückte Flanke von rechts fand den direkten Weg ins Tor. Kurz darauf setzte eine St. Galler Ecke von der anderen Seite auf der Latte auf. Neun Minuten nach dem 1:0 folgte mit einem sehenswerten Freistosstreffer von Umberto Romano der Ausgleich für Wil. Fünf Minuten später erzielte Yacouba Bamba mit dem 2:1 für die Heimmannschaft den Führungstreffer. Naldo, Bamba und Fabinho erhöhten auf 5:1. Bambas Treffer gelang im Zuge eines Konters, der auf einen weiteren Lattentreffer durch die St. Galler folgte, welcher zurück ins Spiel geprallt war. St. Gallen verkürzte zwischenzeitlich durch zwei innerhalb von zwei Minuten erzielte Tore von Alex Tachie-Mensah, der frisch eingewechselt worden war, und Wolf per Direktabnahme eines abgefälschten Freistosses aus dem Halbfeld. In der Nachspielzeit erzielte Bamba dann erneut ein Tor für Wil zum Pausenstand 6:3.

Die zweite Halbzeit ging erneut mit zahlreichen Toren weiter. So erzielte Umberto Romano nun sein zweites Tor, dieses Mal per Kopfball. Naldo erhöhte auf 8:3 ebenfalls per Kopf, der eingewechselte Felix Mordeku, Mauro Lustrinelli per Penalty und schliesslich Pavlovic mit dem Schlussresultat zum 11:3. Beinahe hätte sich sogar noch Torhüter Darko Damjanović in die Torschützenliste eingetragen, der den verletzten Stammtorhüter ersetzte und sein erstes Profispiel überhaupt absolvierte: Ein Abstoss von ihm in der zweiten Halbzeit überwand nach einem Aufsetzer den gegnerischen Torhüter, rollte aber knapp am Tor vorbei.

## Auswirkungen

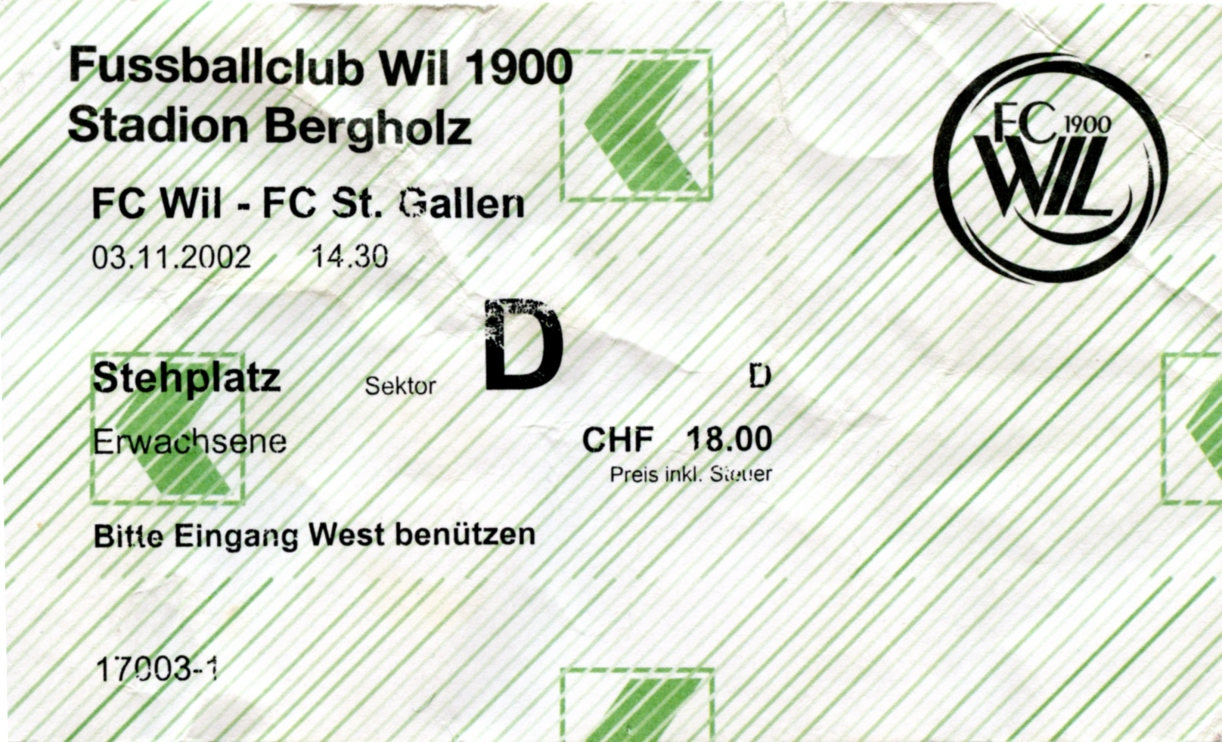
Billett des Spiels

Wil erreichte dank dem Sieg die Finalrunde, während der FC St. Gallen es nicht schaffte, sich in den verbleibenden Runden des Grunddurchgangs für die Finalrunde zu qualifizieren.
Der FC St. Gallen galt bis zu diesem Zeitpunkt als unangefochtene Nummer eins in der Ostschweiz. Das 11:3 war das erste Mal, dass Wil gegen St. Gallen gewinnen konnte. Die Höhe des Resultats schockte viele Funktionäre des FC St. Gallen.

«Die Mannschaft gab sich auf. Das tut weh. Eine solche Schmach hatten wir nie erwartet. Wir wurden gedemütigt und müssen am Montag über die Bücher.»

«Wie geht es weiter mit St. Gallen, wie mit Ihnen [gemeint war der Reporter] und wie mit mir? Das interessiert mich sowieso nicht. Und mit St. Gallen… Jetzt fahren wir erst einmal nachhause.»

Elf Tage nach dem Spiel kam heraus, dass der Präsident des FC Wil Andreas Hafen 51 Millionen Franken von seinem Arbeitgeber der Grossbank UBS veruntreut hatte. Davon waren etwa 11 Millionen in den FC Wil geflossen.
Die Anhänger des FC Wil feiern jedes Jahr den Sieg von 2002 traditionell mit dem «11:3»-Fest. Mittlerweile hat das Spiel bei ihnen einen legendären Status erreicht.
Das 11:3 ist nicht das torreichste Spiel in der höchsten Schweizer Liga. Das Spiel in der höchsten Schweizer Fussballliga nach Einführung der Nationalliga ohne regionale Gruppen von 1933 ist der Sieg von Lausanne-Sports am 21. März 1937 über den FC St. Gallen mit 15:2. In der Zeit vor 1933 gab es mindestens eine Begegnungen mit noch mehr Toren in der höchsten Schweizer Spielklasse: Am 13. Januar 1918 besiegten die Young Boys Bern die Old Boys Basel mit 15:3.

## Statistik
| Paarung        | FC Wil – FC St. Gallen |
| Ergebnis       | 11:3 (6:3) |
| Datum          | 3. November 2002 |
| Stadion        | Stadion Bergholz, Wil |
| Zuschauer      | 7300 (ausverkauft, Stadionrekord) |
| Schiedsrichter | René Rogalla |
| Tore           | 0:1 Tranquillo Barnetta (3.) 1:1 Umberto Romano (12.) 2:1 Yacouba Bamba (17.) 3:1 Naldo (24.) 4:1 Yacouba Bamba (30.) 5:1 Fabinho (33.) 5:2 Alex Tachie-Mensah (38.) 5:3 Stefan Wolf (40.) 6:3 Yacouba Bamba (45.) 7:3 Umberto Romano (49.) 8:3 Naldo (52.) 9:3 Felix Mordeku (70.) 10:3 Mauro Lustrinelli (76., Foulelfmeter) 11:3 Dušan Pavlović (90.) |
| FC Wil         | Darko Damjanović – Thomas Balmer, Daniel Hasler, Alessandro Mangiarratti, Massimo Rizzo (46. Dilaver Satilmis) – Dušan Pavlović, Umberto Romano, Fabinho, Bruno Sutter – Naldo (55. Mauro Lustrinelli), Yacouba Bamba (52. Felix Mordeku) Cheftrainer: Heinz Peischl                                                                                     |
| FC St. Gallen  | Flavio Agosti – Patrick Winkler, Tato (53. Carlos Chaile), Stefan Wolf, Ivan Dal Santo (21. Frankie Hejduk) – Tranquillo Barnetta, Daniel Imhof, Jairo, Leo Lerinc (32. Alex Tachie-Mensah), Pascal Jenny – Ionel Gane Cheftrainer: Thomas Staub |